# Rue Mère-Dieu
La rue Mère-Dieu est une rue ancienne en cul-de-sac de la ville de Liège (Belgique) située dans le centre historique de la ville mosane. 

## Odonymie
Auparavant, la rue s'appelait Es Lidje, mots wallons signifiant En Liège.
En 1750, la rue est appelée rue de la Mer de Dieu. Le mot Mer écrit comme tel pourrait faire référence au niveau de la mer d'eau, expression employée dans le système hydraulique des areines dont une est toujours visible au bout de la rue (voir Patrimoine).
Une statue de la Vierge pourrait être aussi à l'origine de l'appellation de cette rue.

## Situation et description
Cette étroite rue pavée en cul-de-sac et en légère montée, d'une longueur d'environ 50 mètres, se raccorde à la rue Hors-Château. Elle se situe en contrebas de l'esplanade jouxtant l'ancien couvent des mineurs de Liège devenu le musée de la vie wallonne.

## Patrimoine

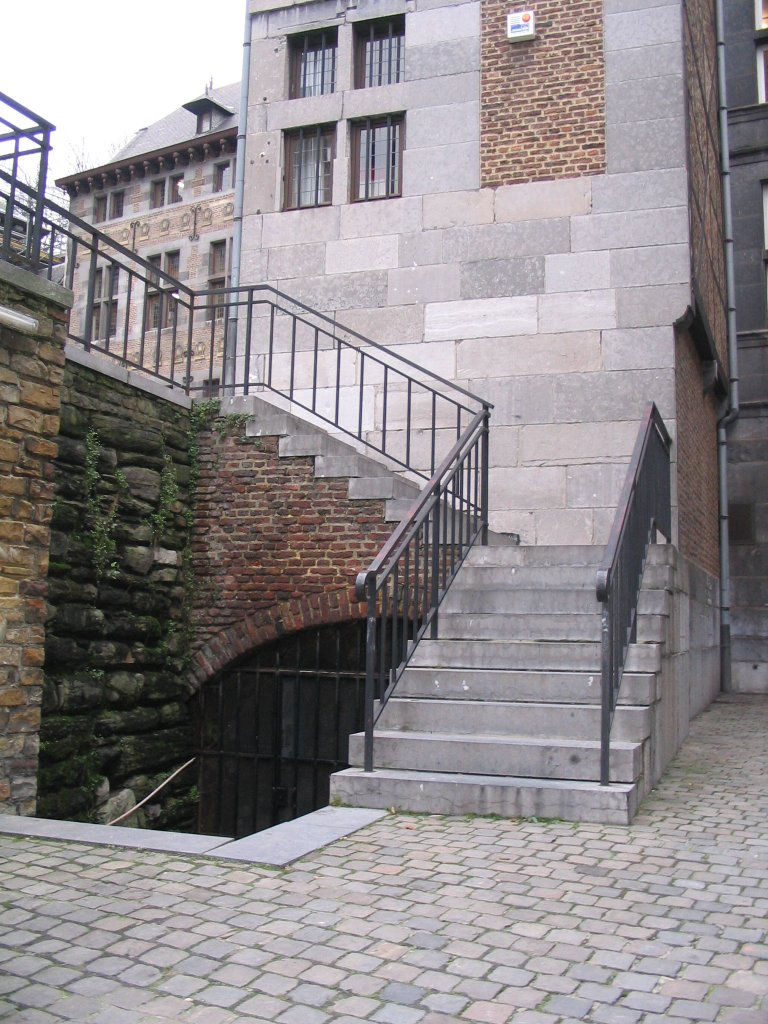
L'areine de Richonfontaine.

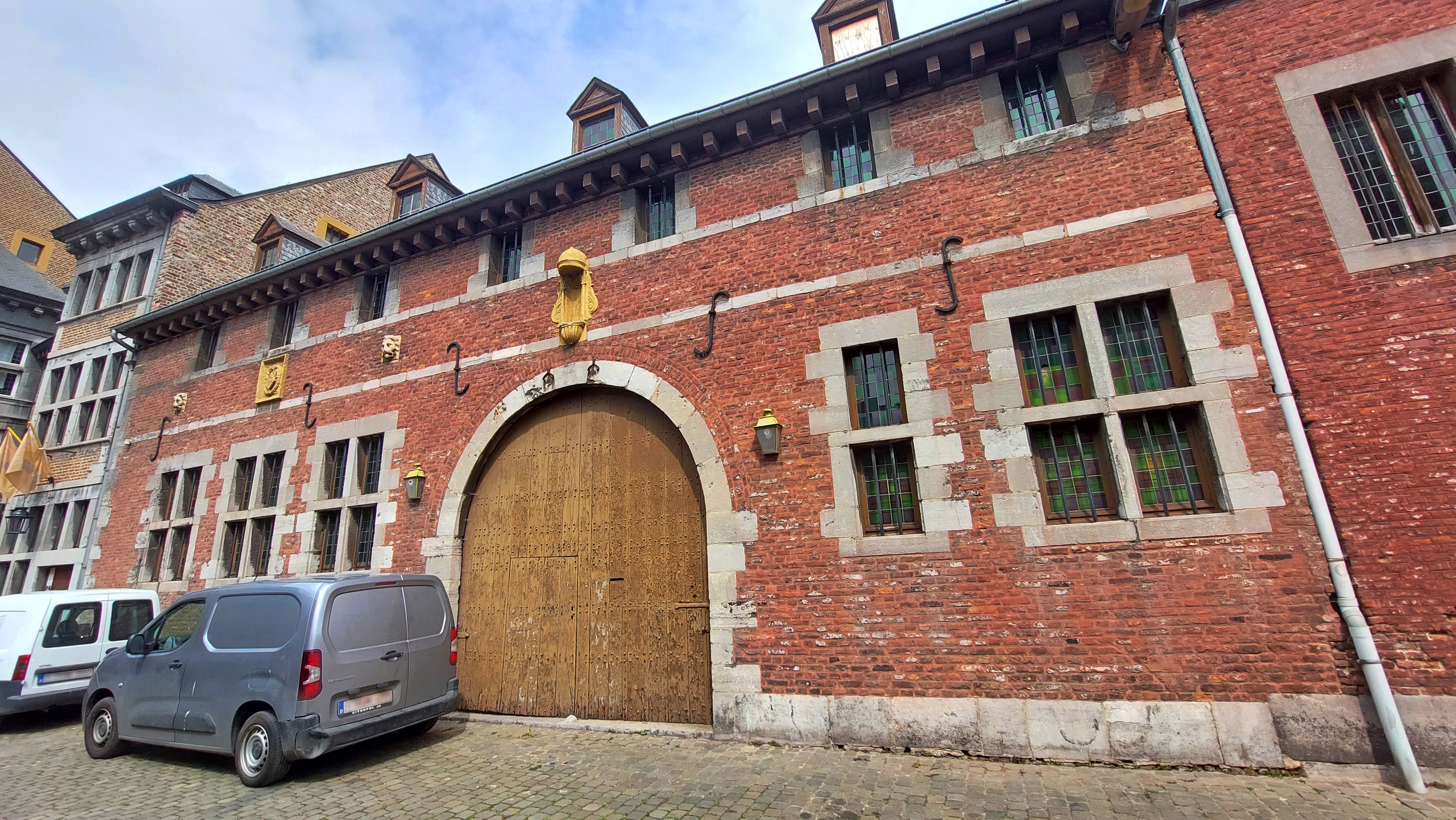
La façade de la ferme Samuel.

L'areine (ou araine) de Richonfontaine (appelée aussi Richofontaine ou Richeronfontaine) se situe au bout de la rue du côté gauche. Il s'agit de l'aboutissement et la partie la plus basse d'une galerie creusée au pied d'une colline, destinée à évacuer l'eau par écoulement et permettre l'exploitation de la houille. Elle date de 1244 et s'appelait Richeri Fons.
Plusieurs immeubles de la rue figurent à l'inventaire du patrimoine immobilier de la Région wallonne : 
- La façade de la ferme Samuel provenant du quartier de Kinkempois date du XVIIe siècle. Cette façade en brique avec porche cintré et armoiries a été reconstruite en 1950[2] à côté de la façade latérale de l'hôtel de Grady. Une potale sur console ouvragée est placée au coin de cette ancienne ferme.

- Au fond de la rue, trois façades (XVIIe siècle et XVIIIe siècle) d'immeubles voués à la démolition ont été remontées par l'architecte Jean Francotte au cours des années 1970[3].

## Riverains
Le MULUM, le musée d’Art et Technique des Luminaires est ouvert depuis octobre 2012.

## Voirie  adjacente
- Rue Hors-Château